# CasaPound
A CasaPound "foglalt ház" (squat) Rómában. Hivatalosan 2003. december 26-án alakult meg. Könyvbemutatókat, színdarabokat, koncerteket és vitákat rendez. Kiad egy havilapot is, L'Occidentale (A nyugati) címmel.

## Lásd még
- Ezra Pound
- Squat